# 1805年の相撲
1805年の相撲（1805ねんのすもう）は、1805年の相撲関係のできごとについて述べる。

## できごと
2月場所の最中の3月16日（旧文化2年2月16日）にめ組の喧嘩が勃発、場所が2ヶ月中断された。

## 興行
- 2月場所（江戸相撲）[2]
  - 興行場所:芝神明宮社内
  - 3月5日（旧2月5日）より晴天10日間興行
- 5月場所（大坂相撲）[3]
  - 興行場所:難波新地
- 10月場所（江戸相撲）[4]
  - 興行場所:本所回向院
  - 12月8日（旧10月18日）より晴天10日間興行